# U.S. Route 11
U.S. Route 11 (också kallad U.S. Highway 11 eller med förkortningen US 11) är en amerikansk landsväg. Den går ifrån New Orleans i Louisiana i söder till Rouses Point i delstaten New York i norr och sträcker sig 2 647,4 km.